# 五島市
五島市（日语：／ Godō shi */?）是隸屬日本長崎縣，位於東中國海上五島群島西南部的行政區劃，轄區中的有人島嶼包括福江島、久賀島、奈留島、椛島、嵯峨島、黃島、赤島、島山島、蕨小島、前島，此外無人島男女群島、黑島也屬於五島市。

## 人口
| 五島市人口分布圖 |                                               |  |
| 五島市與日本全國年齡別人口分布比較圖 （2005年資料） | 五島市的年齡、男女別人口分布圖 （2005年資料） |  |
| ■紫色是五島市 ■綠色是全国 | ■藍色是男性 ■紅色是女性                       |  |
| 五島市人口變化 \| 1970年 \| 68,649人 \| \| \| 1975年 \| 63,410人 \| \| \| 1980年 \| 60,947人 \| \| \| 1985年 \| 57,736人 \| \| \| 1990年 \| 54,143人 \| \| \| 1995年 \| 51,295人 \| \| \| 2000年 \| 48,533人 \| \| \| 2005年 \| 44,765人 \| \| \| 2010年 \| 40,622人 \| \| \| 2015年 \| 37,327人 \| \| \| 2020年 \| 34,391人 \| \| |                                               |  |
| 資料來源：日本總務省統計中心提供之人口普查數據 |                                               |  |
| 1970年 | 68,649人                                      |  |
| 1975年 | 63,410人                                      |  |
| 1980年 | 60,947人                                      |  |
| 1985年 | 57,736人                                      |  |
| 1990年 | 54,143人                                      |  |
| 1995年 | 51,295人                                      |  |
| 2000年 | 48,533人                                      |  |
| 2005年 | 44,765人                                      |  |
| 2010年 | 40,622人                                      |  |
| 2015年 | 37,327人                                      |  |
| 2020年 | 34,391人                                      |  |

## 歷史
五島過去曾是日本遣唐使船隻從日本前往中國的過程中，在日本的最後一個停留港口。
1603年起由福江藩管轄，廢藩置縣後成為福江縣，後又併入長崎縣。

### 年表
- 1526年：江川城完成。
- 1540年：中國武裝海商汪直移居[來源請求]至此。
- 1603年：福江藩成立。
- 1614年：江川城因火災而毀壞。
- 1863年：石田城完成。
- 1871年：廢藩置縣，改設福江縣，後又被併入長崎縣。
- 1889年4月1日：實施町村制，現在的轄區在當時分屬：南松浦郡福江村、奧浦村、崎山村、本山村、大濱村、樺島村、久賀島村、富江村、玉之浦村、三井樂村、岐宿村、奈留島村。
- 1919年10月1日：福江村改制為福江町。
- 1922年9月1日：富江村改制為富江町。
- 1933年11月3日：玉之浦村改制為玉之浦町。
- 1940年11月3日：三井樂村改制為三井樂町。
- 1941年4月3日：岐宿村改制為岐宿町。
- 1954年4月1日：福江町、奧浦村、崎山村、本山村、大濱村合併為福江市。
- 1957年3月31日：樺島村被併入福江市。
- 1957年11月1日：久賀島村被併入福江市。
- 1957年11月3日：奈留島村改制並改名為奈留町。
- 1963年：福江機場開始營運。
- 2004年8月1日：福江市、富江町、玉之浦町、三井樂町、岐宿町、奈留町合併為五島市。

### 變遷表
| 1889年以前 | 1889年4月1日 | 1889 - 1944年          | 1945年 - 1959年                  | 1960年 - 1989年                  | 1989年 - 現在       | 現在                |
| ---------- | ------------ | ---------------------- | -------------------------------- | -------------------------------- | ------------------- | ------------------- |
|            | 福江村       | 1919年10月1日 福江町   | 1954年4月1日 福江市              | 福江市                           | 2006年8月1日 五島市 | 2006年8月1日 五島市 |
|            | 奧浦村       |                        | 1954年4月1日 福江市              | 福江市                           | 2006年8月1日 五島市 | 2006年8月1日 五島市 |
|            | 崎山村       |                        | 1954年4月1日 福江市              | 福江市                           | 2006年8月1日 五島市 | 2006年8月1日 五島市 |
|            | 本山村       |                        | 1954年4月1日 福江市              | 福江市                           | 2006年8月1日 五島市 | 2006年8月1日 五島市 |
|            | 大濱村       |                        | 1954年4月1日 福江市              | 福江市                           | 2006年8月1日 五島市 | 2006年8月1日 五島市 |
|            | 樺島村       | 樺島村                 | 1957年3月31日 併入福江市         | 福江市                           | 2006年8月1日 五島市 | 2006年8月1日 五島市 |
|            | 久賀島村     | 久賀島村               | 1957年11月1日 併入福江市         | 福江市                           | 2006年8月1日 五島市 | 2006年8月1日 五島市 |
|            | 富江村       | 1922年9月1日 富江町    | 1922年9月1日 富江町              | 1922年9月1日 富江町              | 2006年8月1日 五島市 | 2006年8月1日 五島市 |
|            | 玉之浦村     | 1933年11月3日 玉之浦町 | 1933年11月3日 玉之浦町           | 1933年11月3日 玉之浦町           | 2006年8月1日 五島市 | 2006年8月1日 五島市 |
|            | 三井樂村     | 1940年11月3日 三井樂町 | 1940年11月3日 三井樂町           | 1940年11月3日 三井樂町           | 2006年8月1日 五島市 | 2006年8月1日 五島市 |
|            | 岐宿村       | 1941年4月3日 岐宿町    | 1941年4月3日 岐宿町              | 1941年4月3日 岐宿町              | 2006年8月1日 五島市 | 2006年8月1日 五島市 |
|            | 奈留島村     | 奈留島村               | 1957年11月3日 改制並改名為奈留町 | 1957年11月3日 改制並改名為奈留町 | 2006年8月1日 五島市 | 2006年8月1日 五島市 |

## 交通

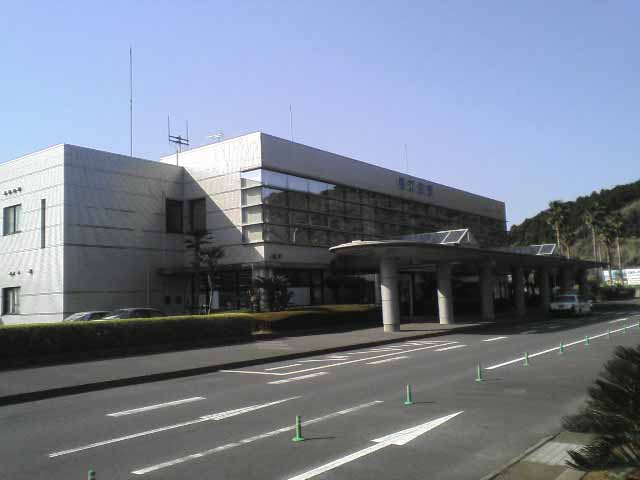
福江機場航站大樓

### 機場
- 福江機場

### 港口
- 福江港
- 荒川港

## 觀光資源
- 石田城
- 大瀬崎斷崖
- 大瀬崎燈塔
- 教會群

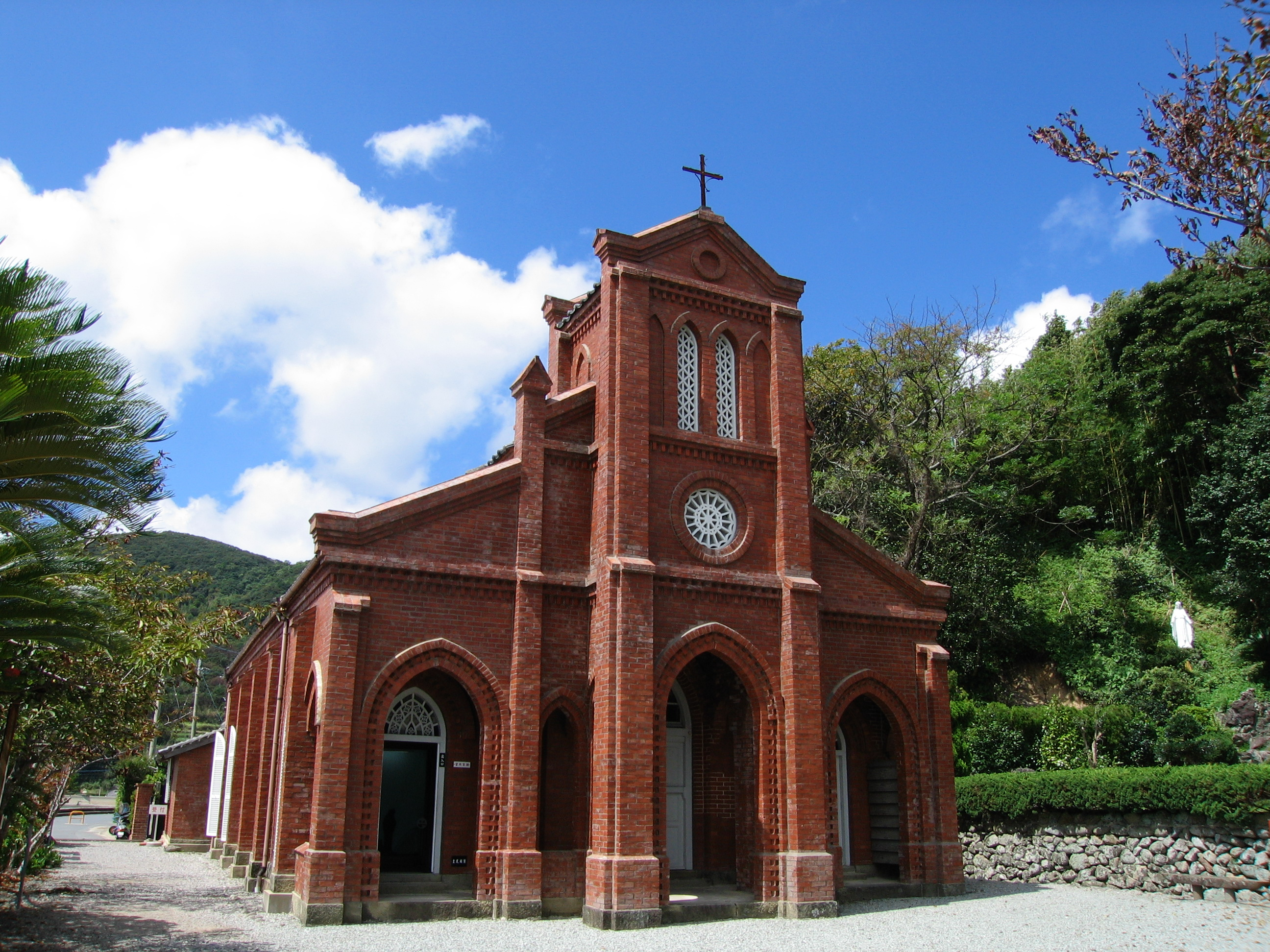
堂崎天主堂（堂崎天主堂吉利支丹資料館）

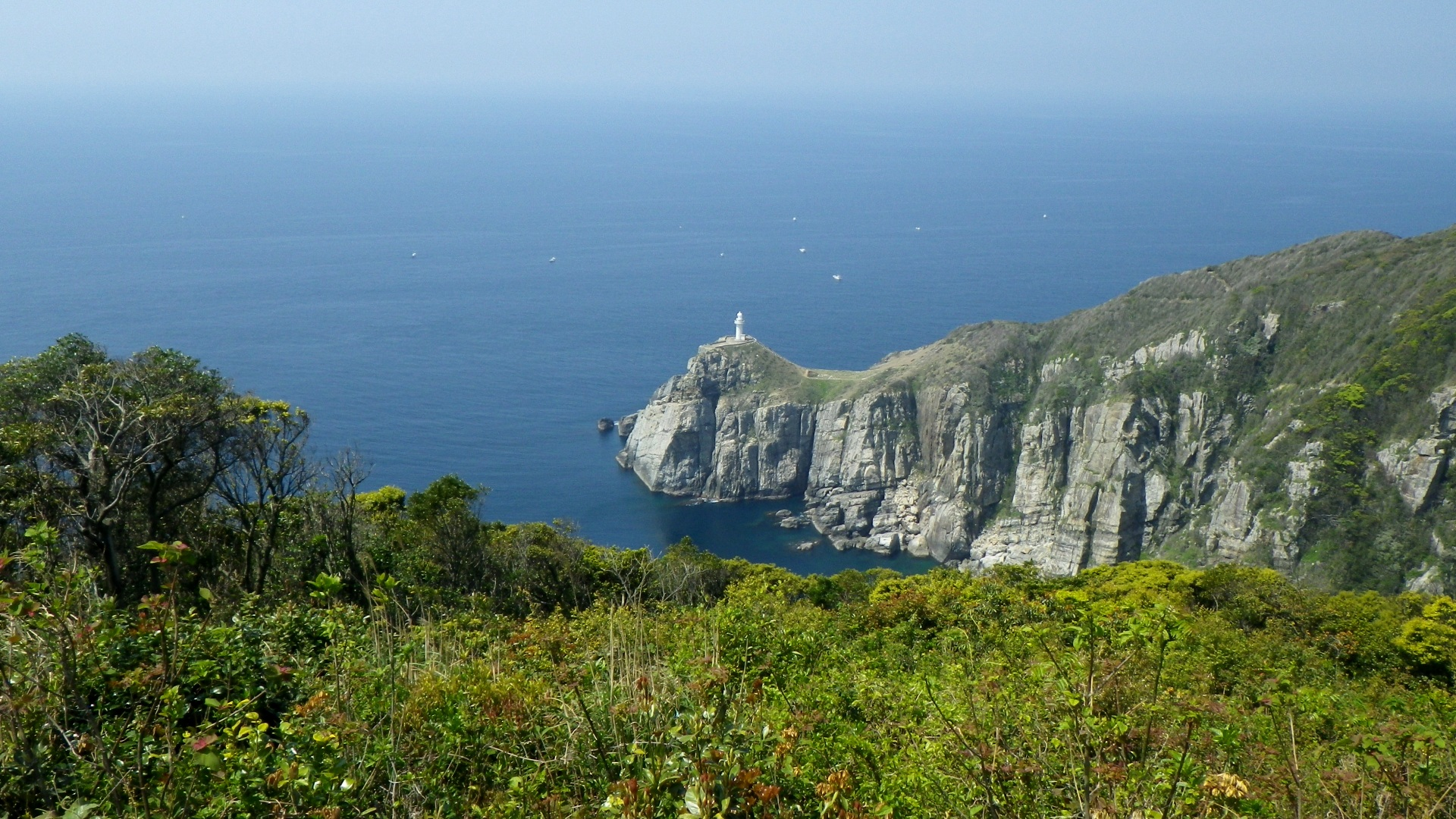
大瀨崎，其上為大瀨埼燈塔

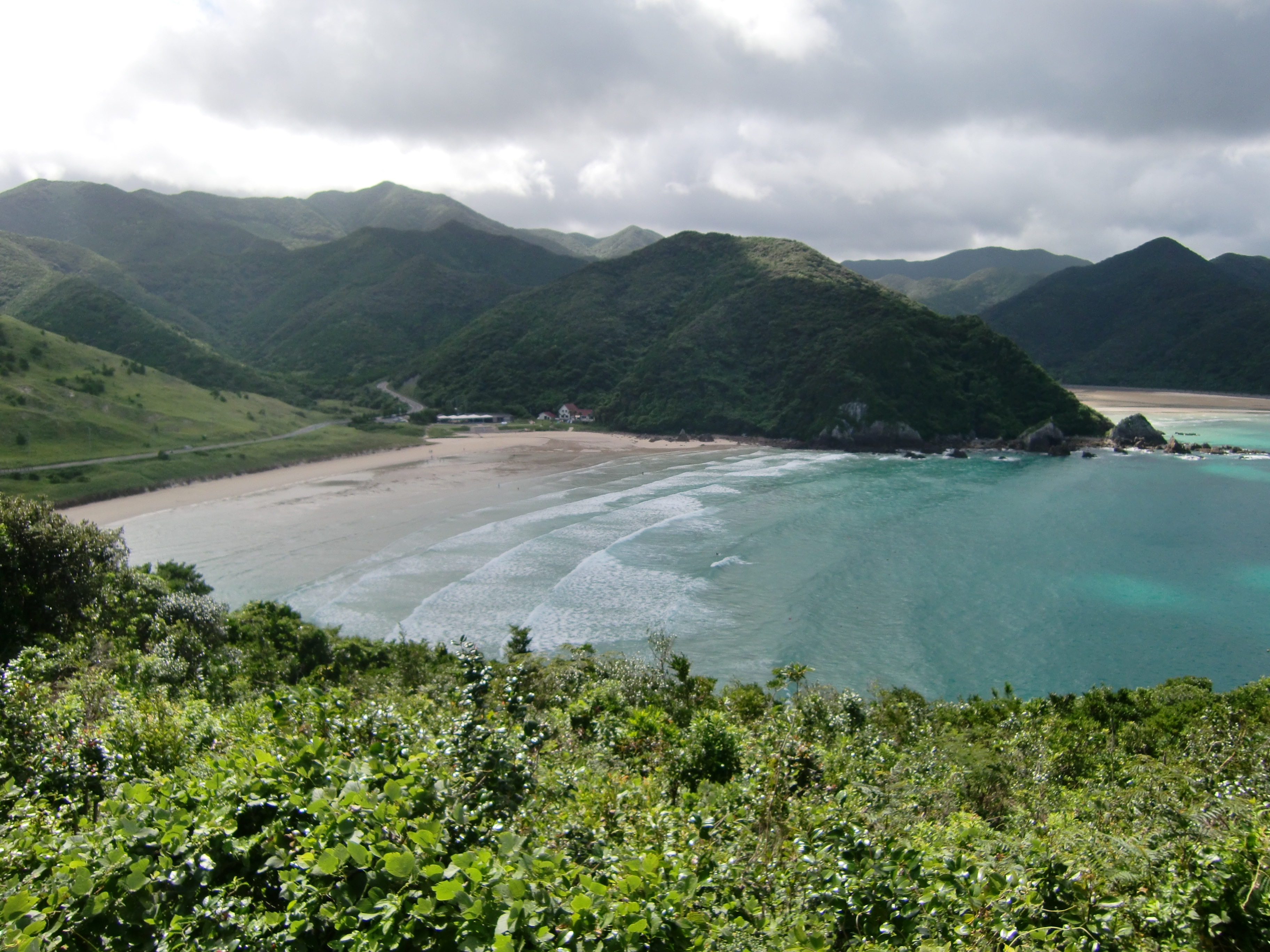
高濱海水浴場

  - 堂崎教堂、浦頭教堂、水之浦教堂、井持浦教堂、楠原教堂
  - 濱脇教堂、五輪教堂、牢屋之窄教堂、江上教堂
- 荒川溫泉
- 柏崎空海記念碑
- 西方寺
- 大圓寺
- 寺坂吉右衛門之墓

## 教育

### 高等學校
- 長崎縣立五島高等學校
- 長崎縣立五島海陽高等學校
- 長崎縣立奈留高等學校
- 長崎縣立富江高等學校：預計於2009年度停止招生。
- 長崎縣立五島南高等學校

## 本地出身之名人
- 久保勘一：前長崎縣知事、前日本參議院議員
- 谷川彌一：日本眾議院議員
- 時津海正博：前大相撲力士
- 山田正彥：日本眾議院議員
- 立木文彥：配音員
- O's：女性二人重唱組合
- 松園尚巳：企業家、前養樂多社長
- 虎島和夫：前日本防衛廳 長官
- 榊英雄：俳優
- 田上富久：長崎市市長
- 川口春奈：演員、模特兒
- 長濱ねる：偶像團體欅坂46前成員

## 外部連結
- （日語） 五島市觀光協會（页面存档备份，存于）
- （日語） 五島觀光歷史資料館
- （日語） 五島漁協
- （日語） 五島入口網站

1. ↑  . 五島市政府.   [2024-09-02]. （原始内容存档于2020-10-30） （日语）.